# John Francis Toland
John Francis Toland (Derry, 28 aprile 1949) è un matematico irlandese originario dell'Irlanda del Nord, noto per i suoi interessi di ricerca verso l'analisi matematica e le equazione differenziale alle derivate parziali non lineari con particolare interesse per la rigorosa teoria delle onde stazionarie dell'acqua.

## Biografia
È stato eletto membro della Royal Society nel 1999, e membro della Royal Society di Edimburgo nel 2003. Nel 2000 ha ricevuto il Premio Berwick Senior della London Mathematical Society e la Medaglia Sylvester nel 2012.
È membro onorario dello University College (Londra) ed è stato membro del St John's College (Cambridge). Dal 2011 al 2016 è stato direttore dell'Isaac Newton Institute for Mathematical Sciences e N M Rothschild & Sons, e Professore di Scienze matematiche all'Università di Cambridge.